# Ketupa
Ketupa es un género de aves strigiformes de la familia Strigidae. Sus miembros son conocidos como búhos pescadores y se distribuyen en el este, sur y sudeste de Asia. Aunque históricamente han sido ubicados dentro de su propio género, Ketupa, el análisis genético ha demostrado que están mejor ubicados en el género Bubo.

## Especies
Se reconocen las siguientes especies y subespecies:
- Ketupa zeylonensis (Gmelin, JF, 1788) – búho pescador de Ceilán;
  - K. z. semenowi Zarudny, 1905;
  - K. z. leschenaulti (Temminck, 1820);
  - K. z. zeylonensis (Gmelin, JF, 1788);
  - K. z. orientalis Delacour, 1926;
- Ketupa flavipes (Hodgson, 1836) – búho pescador leonado;
- Ketupa ketupu (Horsfield, 1821) – búho pescador malayo;
  - K. k. ketupu (Horsfield, 1821);
  - K. k. minor Büttikofer, 1896.